# La Plagne Tarentaise
La Plagne Tarentaise – gmina we Francji, w regionie Owernia-Rodan-Alpy, w departamencie Sabaudia. W 2013 roku liczba ludności wynosiła 3814 mieszkańców. Przez gminę przepływa rzeka Isère. 
Gmina została utworzona 1 stycznia 2016 roku z połączenia czterech ówczesnych gmin: Bellentre, La Côte-d’Aime, Mâcot-la-Plagne oraz Valezan. Siedzibą gminy została miejscowość Mâcot-la-Plagne.